# Bobrówka (Basses-Carpates)
Pour les articles homonymes, voir Bobrówka.
Bobrówka est une localité polonaise de la gmina de Laszki, située dans le powiat de Jarosław en voïvodie des Basses-Carpates.